# Утробин, Иван Степанович
Ива́н Степа́нович Утро́бин (10 марта 1934, с. Орловка, Челнинский район, Татарская АССР, РСФСР, СССР — 25 июня 2020) — советский лыжник, заслуженный мастер спорта СССР (1966).

## Биография
Родился в селе Орловка Челнинского района Татарской АССР. После окончания школы работал слесарем в Томске на военном заводе, в связи с чем, в 1960 году не был отпущен в США на Зимние Олимпийские игры в Скво-Велли. Чтобы участвовать в международных соревнованиях, Утробин переезжает в Красногорск, где собственными силами прокладывает и готовит лыжную трассу рядом с домом.
В 1962 году на Чемпионате мира в Закопане и 1964 году на Зимних олимпийских играх в Инсбруке, оба раза в составе эстафеты, Утробин завоевывает бронзовые награды.
К Зимним Олимпийским играм 1968 года Утробин оставался в отличной форме, но не был включен в состав сборной по причине большого возраста. Неправоту чиновников, принявших такое решение, доказал, завоевав позже три золотых медали на Чемпионате СССР.
В 1968 году во время тренировки на велосипеде был сбит автомобилем. После этого инцидента карьера Ивана Утробина пошла на спад, и вскоре он перестал выступать.
После завершения карьеры Утробин приложил много усилий для совершенствования и популяризации красногорской лыжной трассы. Сегодня здесь проводится множество соревнований как среди профессионалов, так и среди любителей лыжного спорта и просто здорового образа жизни.
Иван Степанович жил и работал в Красногорске. Нередко его можно было встретить на лыжных трассах Красногорска в качестве водителя "Бурана".
Ежегодно, начиная с 1985 года, в Красногорске проводится традиционный Красногорский марафон на призы Утробина И. С.
Скончался 25 июня 2020 года, на 87-м году жизни.

## Спортивные достижения
- Бронзовый призёр в эстафете чемпионата мира по лыжным гонках в Закопане 1962 года.
- Бронзовый призёр в эстафете Зимних Олимпийских игр в Инсбруке 1964 года.
- 12-кратный чемпион СССР: 15 км (1966), 30 км (1960, 1962, 1965), 50 км (1961, 1963, 1965, 1966), 70 км (1965, 1967, 1968), эстафета 4х10 км (1962).

## Награды и звания
Удостоен звания «Почетный гражданин Красногорского района» с вручением Удостоверения, Ленты и Знака «Почетный гражданин Красногорского района», присвоенного 27 августа 2009 года (Решение Совета депутатов № 443/26). Ветеран труда.

## Интересные факты
- Одну из самых известных трасс России, расположенную в Красногорске, Иван Степанович практически полностью создал своими собственными руками. Сегодня в Красногорске ежегодно проводятся соревнования «Кубок Восточной Европы по лыжным гонкам», с целью выявления сильнейших спортсменов страны. Лыжная трасса в Красногорске претендовала на место проведения этапа кубка мира, который ныне проводится в Рыбинске. Однако «Красногорке» не хватило нескольких метров в перепаде высот.
- Иван Степанович тренировался самостоятельно.